# 풀나브론 고인돌

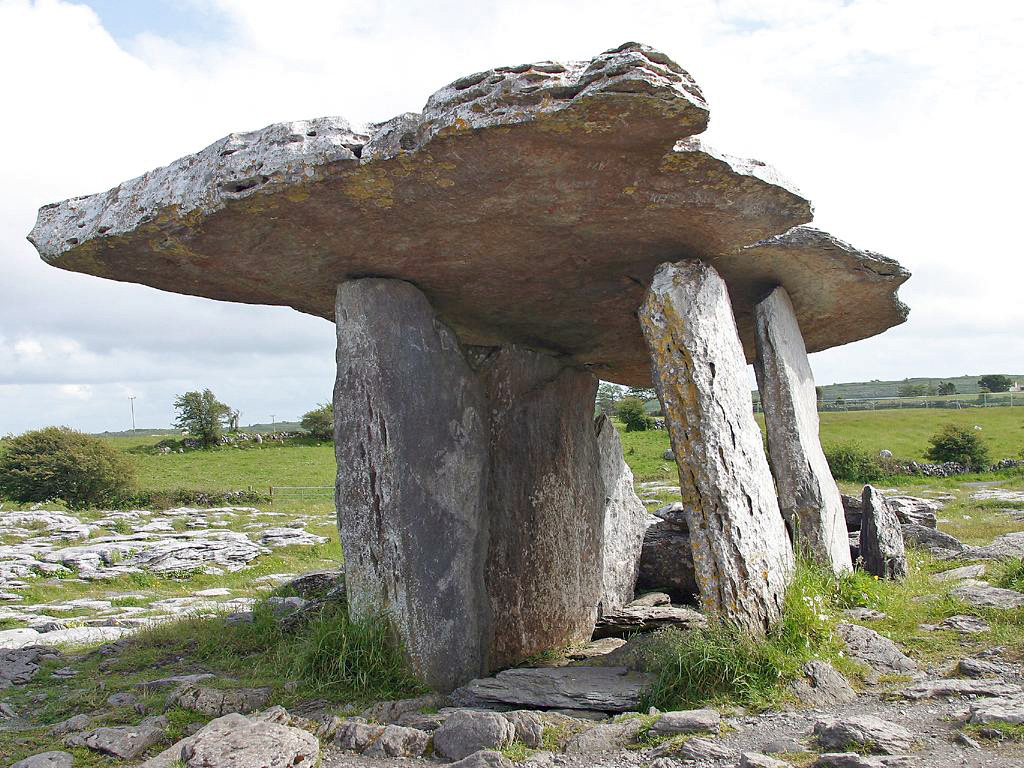
풀나브론 고인돌

풀나브론 고인돌(영어: Poulnabrone, 아일랜드어: Poll na mBrón)은 아일랜드 클래어주 버런에 있는 고인돌이다.